# Koszmosz–236
A Koszmosz–236 (oroszul: Космос 236) Koszmosz műhold, a szovjet műszeres műhold-sorozat tagja. Távközlési műhold, a Sztrela–2 rendszer elemének prototípusa.

## Küldetés
Első generációs, prototípus műhold – Celina-O (típusa: 11F616) – az elektronikus felderítés továbbfejlesztett egysége.

## Jellemzői
Az OKB–1 tervezőirodában kifejlesztett és építését felügyelő műhold. Üzemeltetője a moszkvai MO (Министерство обороны) minisztérium.
1968. július 5-én a Bajkonuri űrrepülőtér indítóállomásról egy Koszmosz–3 (8K65) típusú hordozórakétával juttatták alacsony (LEO = Low-Earth Orbit) Föld körüli körpályára. Az orbitális egység pályája 92,75 perces, 48,40 fokos hajlásszögű, elliptikus pálya perigeuma 285 kilométer, apogeuma 543 kilométer volt. Hasznos tömege 875 kilogramm.
A Koszmosz–103 műholddal megegyező műszerezettségű. A sorozat felépítését, szerkezetét, alapvető fedélzeti rendszereit tekintve egységesített, szabványosított űreszköz. Áramforrása kémiai, illetve a felületét burkoló napelemek energiahasznosításának kombinációja (akkumulátor, napelemes energiaellátás földárnyékban puffer-akkumulátorokkal). Élettartama a Sztrela–1-hez képest a duplájára, hat hónapra növekedett. A pályasíkjában felderített jeleket mágnesszalagra rögzítette, megfelelő földi kapcsolat esetén a vevőállomásra továbbította (lejátszotta), ahol a kiértékelést elvégezték.
1968. november 2-án 120 napos szolgálati idő után, földi parancsra belépett a légkörbe és megsemmisült.